# Орден Грифона
Орден Грифона (нем. Greifenorden) — государственная награда великих герцогств Мекленбург-Шверин и Мекленбург-Стрелиц.

## История

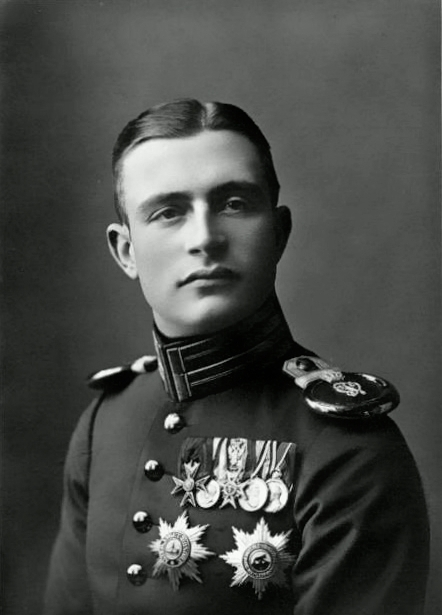
Наследный герцог Адольф Фридрих Мекленбург-Стрелицкий со знаком кавалерской степени ордена Грифона (первый в колодке)

15 сентября 1884 года великий герцог Мекленбург-Шверинский Фридрих Франц III учредил орден Грифона. В отличие от Родового ордена Вендской короны, бывшего совместным для родственных герцогств Мекленбург-Шверин и Мекленбург-Стрелиц, новый орден предназначался только для Мекленбург-Шверина, правитель которого стал единоличным гроссмейстером ордена Грифона. В статут 1884 года вносились изменения 31 января 1902 года и 7 июня 1904 года.
22/23 августа 1904 года великие герцоги Фридрих Франц IV и Адольф Фридрих V подписали соглашение, по которому орден Грифона был распространён и на Мекленбург-Стрелиц, а оба герцога становились совместными гроссмейстерами ордена. Каждый из них мог награждать от своего имени.
В Мекленбург-Шверине все мужчины из великогерцогского дома получали Большой крест ордена Грифона по праву рождения. В 1904 году это не было распространено на Мекленбург-Стрелиц и дети великого герцога Адольфа Фридриха V (ставшего кавалером Большого креста по праву гроссмейстера) получили только кавалерские кресты ордена в качестве награды.
После революции 1918 года в Германии и упразднения великих герцогств орден прекратил существование.

## Степени ордена
1884—1904
1. Большой крест (нем. Großkreuz)
2. Большой командорский крест (нем. Großkomtur) / Командорский крест (нем. Komturkreuz)
3. Почётный крест (нем. Ehrenkreuz)
4. Кавалерский крест (нем. Ritterkreuz)
1904—1918
1. Большой крест
2a. Большой командорский крест
2b. Командорский крест
2c. Почётный крест
3. Кавалерский крест (с короной и без)

## Знаки ордена
Большой крест

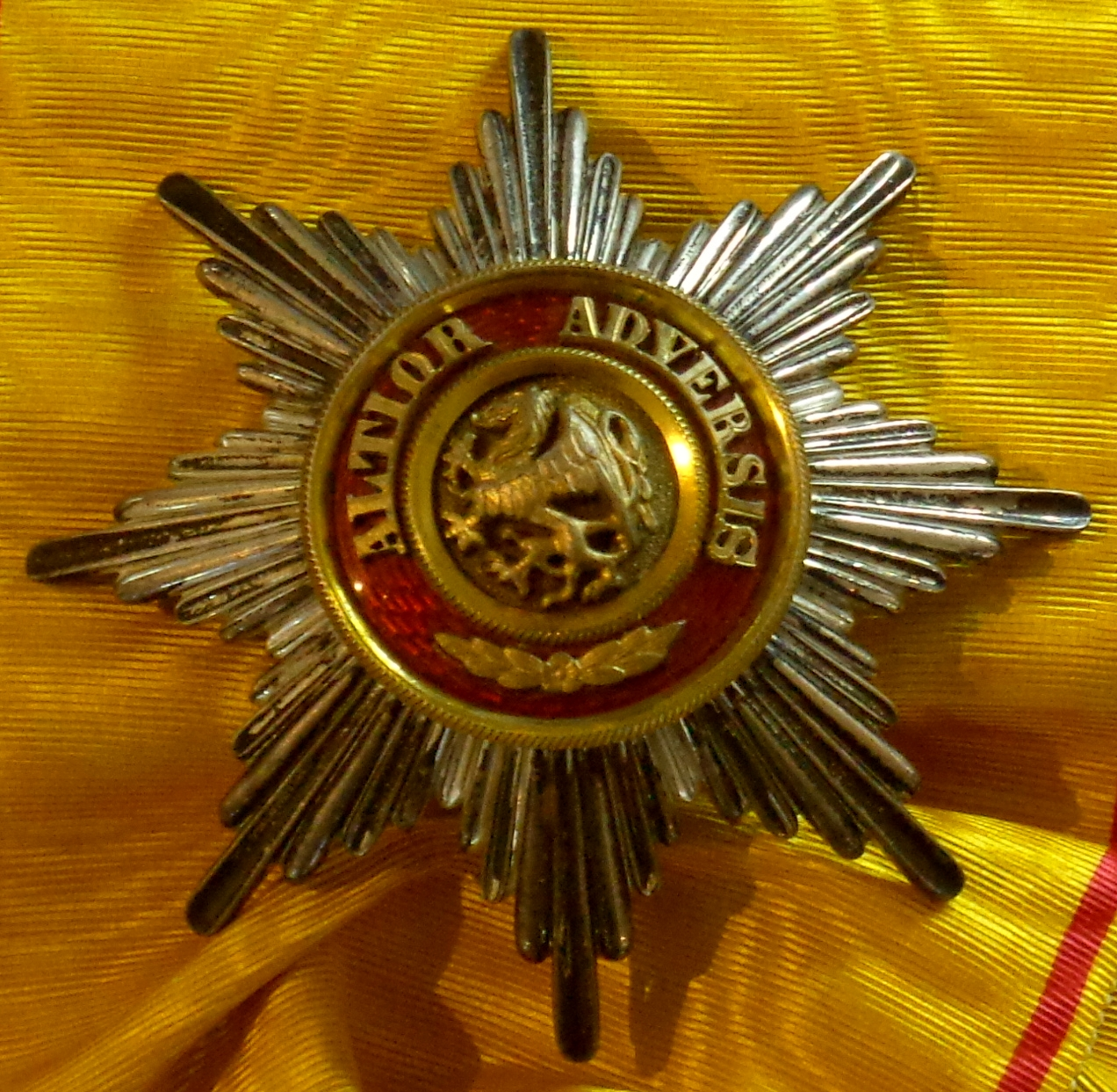
Звезда Большого креста ордена Грифона

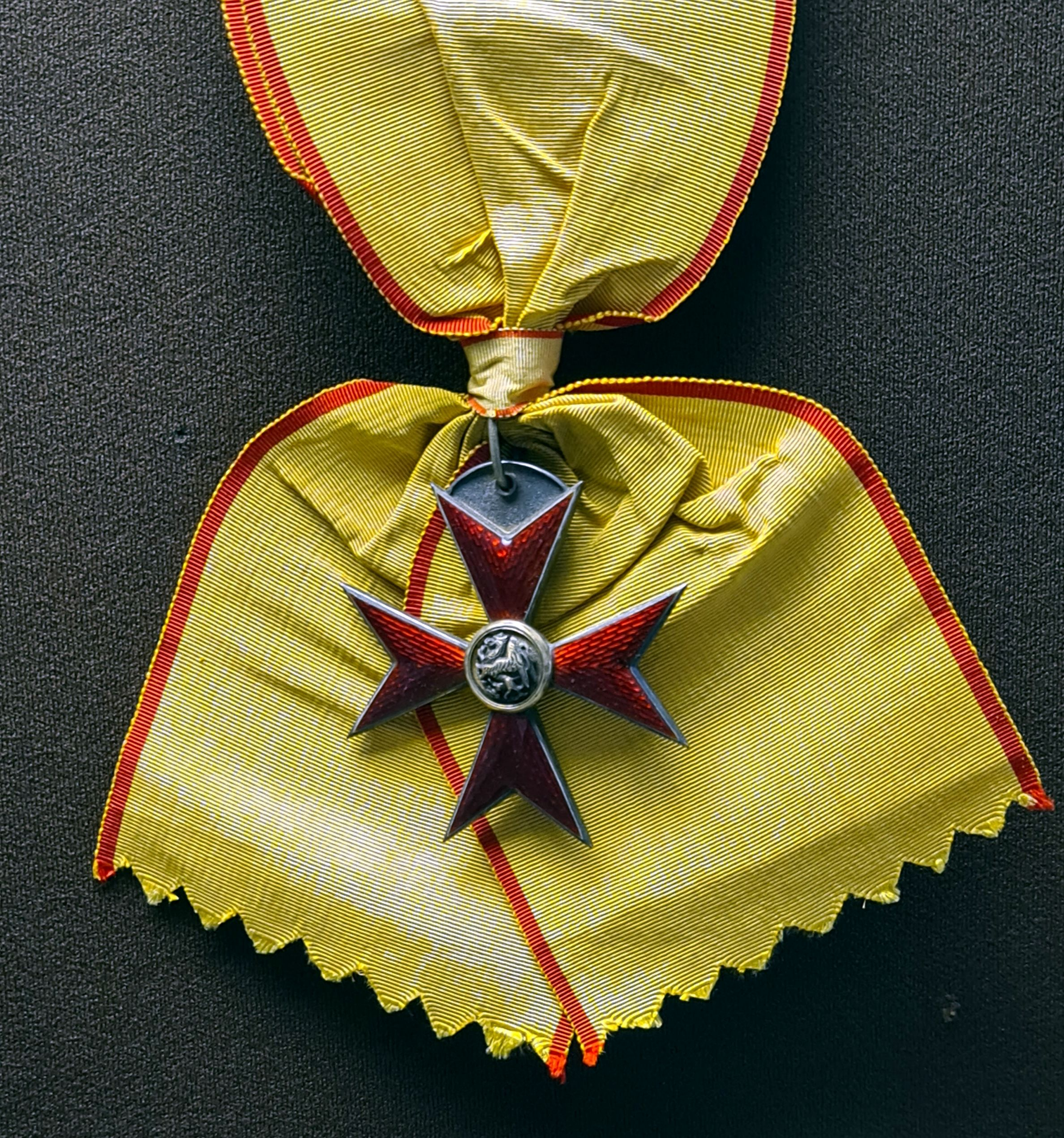
Знак и лента Большого креста ордена Грифона, вручённые болгарскому дипломату Дмитрию Станхову. Национальный исторический музей, София, Болгария

Знак Большого креста представляет собой золотой мальтийский крест тёмно-красной эмали. На центр креста наложен круглый золотой медальон с узким ободком, на котором изображён шагающий вправо грифон. Между концами верхнего луча креста расположен золотой сегмент с отверстием, через которое пропущено кольцо для крепления к орденской ленте. Размер креста — 67—70 мм, диаметр медальона — 20—22 мм.
Звезда Большого креста серебряная восьмиконечная. На центр звезды наложен большой золотой медальон с широким ободком красной эмали. В центре медальона — шагающий вправо грифон, на ободке в верхней части — девиз «ALTIOR ADVERSIS» (Выше противящихся), в нижней части — две перекрещенные лавровые ветви. Диаметр звезды — 85—86 мм, медальона — 34 мм.
Лента ордена шелковая муаровая жёлтая с узкими красными полосками по краям. Ширина ленты Большого креста в статуте была определена в 4 дюйма (как часть устаревшего прусского фута), без указания метрического эквивалента, из-за чего на практике ширина ленты варьировалась от 100 до 105 мм, с полосками в 6 мм по краям.
Знак Большого креста носился у левого бедра на орденской ленте через правое плечо. Звезда до 1902 года носилась на правой стороне груди, с 1902 года — на левой стороне груди.
Большой командорский крест
Знак аналогичен знаку Большого креста, но немного меньшего размера (крест — около 60 мм, медальон — 18 мм). Звезда аналогична звезде Большого креста, несколько меньшего размера (диаметр — 81—83 мм) и с радиальными лучами короче осевых. Знак носился на орденской ленте на шее, звезда — на левой стороне груди. Ширина ленты — около 55 мм, полосок — около 4 мм.
Командорский крест
Знак аналогичен знаку Большого командорского креста и носился на такой же орденской ленте на шее.
Почётный крест
Знак аналогичен знаку Большого командорского креста, но меньшего размера (крест — около 55 мм, медальон — 16 мм) и не имеет сегмента между концами верхнего луча креста. Оборотная сторона знака без эмали и имеет булавочное крепление. Носился на левой стороне груди без ленты.
Кавалерский крест
Знак аналогичен знаку Большого командорского креста, но меньшего размера (крест — 42—45 мм, медальон — 13 мм) и без эмали на обороте знака. Носился на узкой орденской ленте на левой стороне груди. Ширина ленты — около 35 мм, полосок — 2 мм.
В качестве дополнительного отличия знаки Большого креста, Большого командорского креста и командорского креста могли выдаваться, украшенные бриллиантами. Знаки Большого креста также могли дополняться скрещенными мечами.
С 1904 года кавалерский крест мог в качестве дополнительного отличия украшаться великогерцогской короной, крепившейся над верхним лучом креста.